# USS LST-29

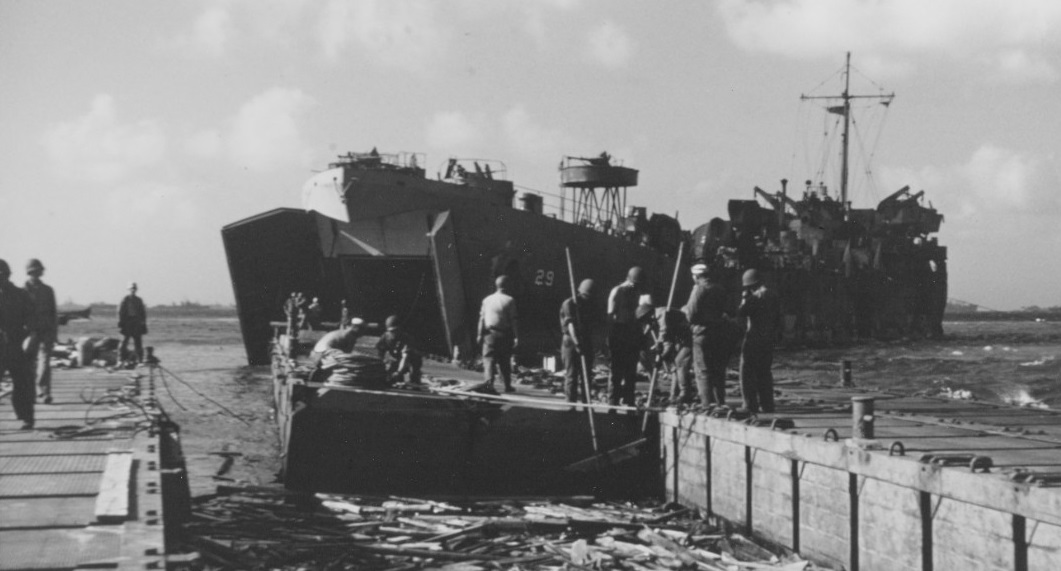
Fotografia do USS LST-29 (1944)

O USS LST-29 foi um navio de guerra norte-americano da classe LST que operou durante a Segunda Guerra Mundial.